# Pimenta
Pimenta là một đô thị thuộc bang Minas Gerais, Brasil. Đô thị này có diện tích 415,07 km², dân số năm 2007 là 8164 người, mật độ 20,8 người/km².